# Björka naturreservat
Björka naturreservat är ett naturreservat i Falkenbergs kommun i Hallands län. Beslutet att bilda reservatet är i februari 2024 överklagat sedan sex år.
Området är naturskyddat sedan 2018 men har i februari 2024 ännu inte vunnit laga kraft, och är 57 hektar stort. Reservatet ligger söder om Björkasjö och består av  gammal bok med inslag av bland annat ek och tall i sluttningarna mot sjön. I resten av området finns andra skogs- och naturtyper som ekskog, lövsumpskog och betesmark.